# التركيبة السكانية في سلطنة عمان
تتناول هذه المقالة التركيبة السكانية لسلطنة عمان، بما في ذلك الكثافة السكانية، والعرق، ومستوى التعليم، وصحة السكان، والوضع الاقتصادي، والانتماءات الدينية، وغير ذلك من جوانب السكان.
يعيش حوالي 50% من السكان في عُمان في مسقط وسهل الباطنة الساحلي شمال غرب العاصمة، ويعيش حوالي 200,000 في منطقة ظفار جنوب عمان، ويعيش حوالى 30 الف شخص في شبه جزيرة مسندم النائية على مضيق هرمز، كما يعيش حوالي مليوني مغترب (45% من مجموع السكان) في عُمان، ومعظمهم من العمال من الهند وباكستان وبنغلاديش والمغرب والأردن والفلبين.
ومنذ عام 1970، أعطت الحكومة أولوية عالية للتعليم من أجل تطوير بشكل كبير قوة العمل المحلية التي تعتبرها الحكومة عاملاً حيوياً في التقدم الاقتصادي والاجتماعي في البلاد. في عام 1986، افتتحت جامعة السلطان قابوس أول جامعة في عمان. وتشمل مؤسسات ما بعد المرحلة الثانوية مثل كلية الحقوق، والكلية التقنية، والمعهد المصرفي، وكلية تدريب المعلمين، ومعهد العلوم الصحية. وتقدم نحو 200 منحة دراسية كل سنة للدراسة في الخارج.
وتوجد تسع كليات خاصة تقدم شهادات الثانوية العامة لمدة سنتين. ومنذ عام 1999، شرعت الحكومة في إصلاحات في التعليم العالي تهدف إلى تلبية احتياجات العدد المتزايد من السكان. وفي إطار النظام الذي تم إصلاحه، أنشئت أربع جامعات إقليمية عامة، وقدمت الحكومة حوافز لتعزيز الارتقاء بالكليات الخاصة التسع القائمة وإنشاء كليات خاصة أخرى تمنح الدرجات العلمية.

## التعداد السكاني

### نتائج التعداد[1]
| العام | التعداد الكلي | تعداد العمانيين    | تعداد المغتربين    |
| ----- | ------------- | ------------------ | ------------------ |
| 1993  | 2,000,000     | 1,465,000 (73.3%)  | 535,000 (26.7%)    |
| 2003  | 2,340,815     | 1,781,558 (76.1%)  | 559,257 (23.9%)    |
| 2010  | 2,773,479     | 1,957,336 (70.6%)  | 816,143 (29.4%)    |
| 2014  | 4,092,000     | 2,303,000 (56.3%)  | 1,789,000 (43.7%)  |
| 2016  | 4,550,538     | 2,462,768 (54.1%)  | 2,082,478 (46.1%)  |
| 2019  | 4,992,364     | 2,994,601 (59.98%) | 1,997,763 (40.02%) |

### تقديرات الأمم المتحدة[3]
|      | التعداد السكاني (الآلاف) | التعداد السكاني 0- 14 عام (%) | التعداد السكاني 15 - 64 عام (%) | التعداد السكاني 65 + عام (%) |
| ---- | ------------------------ | ----------------------------- | ------------------------------- | ---------------------------- |
| 1950 | 456                      | 42.3                          | 54.6                            | 3.0                          |
| 1955 | 501                      | 43.6                          | 53.2                            | 3.2                          |
| 1960 | 557                      | 44.6                          | 52.1                            | 3.2                          |
| 1965 | 631                      | 45.6                          | 51.2                            | 3.3                          |
| 1970 | 732                      | 46.4                          | 50.4                            | 3.2                          |
| 1975 | 898                      | 46.1                          | 50.9                            | 3.0                          |
| 1980 | 1 181                    | 45.6                          | 51.8                            | 2.6                          |
| 1985 | 1 539                    | 46.0                          | 51.6                            | 2.4                          |
| 1990 | 1 868                    | 45.6                          | 52.1                            | 2.3                          |
| 1995 | 2 232                    | 40.3                          | 57.5                            | 2.2                          |
| 2000 | 2 264                    | 36.7                          | 60.8                            | 2.5                          |
| 2005 | 2 430                    | 32.1                          | 65.1                            | 2.8                          |
| 2010 | 2 782                    | 27.2                          | 70.3                            | 2.5                          |

### الهيكل السكاني
الهيكل السكاني (01.07.2009):
| الفئة العمرية | ذكور      | إناث      | المجموع   | %     |
| ------------- | --------- | --------- | --------- | ----- |
| Total         | 1 971 115 | 1 202 802 | 3 173 917 | 100   |
| 0-4           | 139 614   | 132 530   | 272 144   | 8,57  |
| 5-9           | 124 776   | 120 250   | 245 026   | 7,72  |
| 10-14         | 129 964   | 124 646   | 254 610   | 8,02  |
| 15-19         | 145 215   | 139 611   | 284 826   | 8,97  |
| 20-24         | 238 483   | 148 965   | 387 448   | 12,21 |
| 25-29         | 327 686   | 147 717   | 475 403   | 14,98 |
| 30-34         | 247 107   | 120 429   | 367 536   | 11,58 |
| 35-39         | 192 483   | 79 617    | 272 100   | 8,57  |
| 40-44         | 149 090   | 58 112    | 207 202   | 6,53  |
| 45-49         | 103 908   | 41 522    | 145 430   | 4,58  |
| 50-54         | 83 057    | 30 530    | 113 587   | 3,58  |
| 55-59         | 40 488    | 19 402    | 59 890    | 1,89  |
| 60-64         | 23 538    | 16 192    | 39 730    | 1,25  |
| 65-69         | 11 811    | 9 000     | 20 811    | 0,66  |
| 70-74         | 7 721     | 7 212     | 14 933    | 0,47  |
| 75-79         | 3 303     | 3 514     | 6 817     | 0,21  |
| 80+           | 2 871     | 3 553     | 6 424     | 0,20  |

| الفئة العمرية | ذكور      | إناث    | المجموع   | %     |
| ------------- | --------- | ------- | --------- | ----- |
| 0-14          | 394 354   | 377 426 | 771 780   | 24,32 |
| 15-64         | 1 551 055 | 802 097 | 2 353 152 | 74,14 |
| 65+           | 25 706    | 23 279  | 48 985    | 1,54  |

الهيكل السكاني (01.07.2012) (تقديرات):
| الفئة العمرية | ذكور      | إناث      | المجموع   | %     |
| ------------- | --------- | --------- | --------- | ----- |
| Total         | 2 332 687 | 1 290 314 | 3 623 001 | 100   |
| 0-4           | 164 406   | 158 435   | 322 841   | 8,91  |
| 5-9           | 132 469   | 127 235   | 259 704   | 7,17  |
| 10-14         | 111 287   | 105 301   | 216 588   | 5,98  |
| 15-19         | 128 311   | 119 875   | 248 186   | 6,85  |
| 20-24         | 262 201   | 147 485   | 409 686   | 11,31 |
| 25-29         | 438 633   | 160 772   | 599 405   | 16,54 |
| 30-34         | 335 104   | 131 241   | 466 345   | 12,87 |
| 35-39         | 234 343   | 96 312    | 330 655   | 9,13  |
| 40-44         | 177 171   | 63 301    | 240 472   | 6,64  |
| 45-49         | 122 574   | 47 241    | 169 815   | 4,69  |
| 50-54         | 89 917    | 39 602    | 129 519   | 3,57  |
| 55-59         | 56 448    | 28 380    | 84 828    | 2,34  |
| 60-64         | 28 338    | 20 629    | 48 967    | 1,35  |
| 65-69         | 17 199    | 15 561    | 32 760    | 0,90  |
| 70-74         | 13 925    | 12 439    | 26 364    | 0,73  |
| 75-79         | 9 475     | 7 373     | 16 848    | 0,47  |
| 80+           | 10 882    | 9 113     | 19 995    | 0,55  |
| unknown       | 4         | 19        | 23        | <0,01 |

| الفئة العمرية | ذكور      | إناث    | المجموع   | %     |
| ------------- | --------- | ------- | --------- | ----- |
| 0-14          | 408 162   | 390 971 | 799 133   | 22,06 |
| 15-64         | 1 873 040 | 854 838 | 2 727 878 | 75,29 |
| 65+           | 51 481    | 44 486  | 95 967    | 2,65  |

## الإحصاءات الحيوية

### تقديرات الأمم المتحدة[3]
| الفترة    | المواليد/العام | الوفيات/العام | التغسر الطبيعي/العام | معدل المواليد الخام (لكل 1000) | معدل الوفيات الخام (لكل 1000) | التغير الطبيعي (لكل 1000) | معدل الخصوبة الكلي | معدل وفيات الرضع لكل 1000 مولود |
| --------- | -------------- | ------------- | -------------------- | ------------------------------ | ----------------------------- | ------------------------- | ------------------ | ------------------------------- |
| 1950-1955 | 23 000         | 13 000        | 11 000               | 48.9                           | 26.2                          | 22.7                      | 7.25               | 214.1                           |
| 1955-1960 | 26 000         | 13 000        | 13 000               | 49.1                           | 23.9                          | 25.2                      | 7.25               | 194.1                           |
| 1960-1965 | 29 000         | 13 000        | 17 000               | 49.3                           | 21.3                          | 28.0                      | 7.25               | 171.4                           |
| 1965-1970 | 34 000         | 12 000        | 21 000               | 49.3                           | 18.2                          | 31.2                      | 7.31               | 145.4                           |
| 1970-1975 | 40 000         | 12 000        | 28 000               | 49.1                           | 14.5                          | 34.6                      | 7.41               | 114.7                           |
| 1975-1980 | 53 000         | 12 000        | 41 000               | 51.2                           | 11.5                          | 39.7                      | 8.10               | 87.6                            |
| 1980-1985 | 67 000         | 11 000        | 55 000               | 48.9                           | 8.4                           | 40.6                      | 8.32               | 64.4                            |
| 1985-1990 | 74 000         | 10 000        | 64 000               | 43.3                           | 5.7                           | 37.6                      | 7.85               | 42.5                            |
| 1990-1995 | 68 000         | 8 000         | 60 000               | 33.1                           | 4.0                           | 29.1                      | 6.27               | 31.4                            |
| 1995-2000 | 60 000         | 8 000         | 52 000               | 26.7                           | 3.4                           | 23.2                      | 4.46               | 24.4                            |
| 2000-2005 | 50 000         | 7 000         | 43 000               | 21.5                           | 3.1                           | 18.4                      | 3.01               | 15.3                            |
| 2005-2010 | 50 000         | 10 000        | 40 000               | 19.1                           | 3.7                           | 15.3                      | 2.52               | 9.4                             |

#### المواليد والوفيات[4]
| العام | الكثافة السكانية | المواليد | الوفيات | الزيادة الطبيعية | معدل المواليد الخام | معدل الوفيات الخام | معدل الزيادة الطبيعية | محدل الخصوبة الكلي |
| ----- | ---------------- | -------- | ------- | ---------------- | ------------------- | ------------------ | --------------------- | ------------------ |
| 2009  |                  | 64 735   | 7 098   | 57 637           |                     |                    |                       | 3.3                |
| 2010  | 2 773 479        | 65 528   | 6 974   | 58 554           | 23,63               | 2,51               | 21,12                 | 3.0                |
| 2011  | حلو              | 67 922   | 7 667   | 60 255           |                     |                    |                       | 2.9                |
| 2012  |                  | 72 867   | 7 884   | 64 983           |                     |                    |                       | 2.8                |
| 2013  |                  | 79 417   | 7 669   | 71 748           |                     |                    |                       | 2.9                |
| 2014  |                  | 82 981   | 7 819   | 75 162           |                     |                    |                       | 2.9                |
| 2017  |                  | 90 371   | 8 861   | 81 510           | 19.8                |                    |                       |                    |

#### مدة الحياة المتوقعة عند الولادة[5]
| الفترة    | مدة الحياة المتوقعة عند الولادة بالأعوام | الفترة    | مدة الحياة المتوقعة عند الولادة بالأعوام |
| --------- | ---------------------------------------- | --------- | ---------------------------------------- |
| 1950–1955 | 36.1                                     | 1985–1990 | 65.6                                     |
| 1955–1960 | 40.5                                     | 1990–1995 | 68.4                                     |
| 1960–1965 | 44.7                                     | 1995–2000 | 71.0                                     |
| 1965–1970 | 48.6                                     | 2000–2005 | 73.2                                     |
| 1970–1975 | 52.3                                     | 2005–2010 | 75.0                                     |
| 1975–1980 | 57.4                                     | 2010–2015 | 76.2                                     |
| 1980–1985 | 61.9                                     |           |                                          |

## الجماعات العرقية
وفقًا لوكالة الاستخبارات المركزية الأمريكية، تتألف سلطنة عمان بشكل أساسي من مجموعات عربية وبلوشية وجنوب آسيوية (هندية وباكستانية وسريلانكية وبنغلاديشية) وأفريقية عرقية.
يمتاز المجتمع العماني بالقبلية إلى حد كبير، لدى عمان ثلاثة أنواع معروفة من الهويات هم «القبلية» و «الإباضية» والهوية الثالثة مرتبطة بالتجارة البحرية. أول هويتين منتشرتين في المناطق الداخلية من عمان. أما الهوية الثالثة التي تتعلق بمسقط والمناطق الساحلية في عمان هي الهوية التي أصبحت مجسدة في الأعمال والتجارة، الهوية الثالثة تعتبر عمومًا أكثر انفتاحًا وتسامحًا تجاه الآخرين، وبالتالي يوجد توتر بين المجموعات الاجتماعية والثقافية في المجتمع العماني.

## الهجرة
بسبب الجمع بين عدد قليل نسبيا من السكان العمانيين واقتصاد سريع النمو يحركه النفط، جذبت عمان العديد من المهاجرين. في تعداد عام 2014، بلغ مجموع السكان المغتربين 1789000 أو 43.7 ٪ من السكان. معظم المهاجرين من الذكور من الهند (46560 لكل من الجنسين)، بنغلاديش (107125) أو باكستان (84658). العاملات المهاجرات هن بشكل رئيسي من إندونيسيا (25300)، والفلبين (15,651) أو سريلانكا (10,178). يمثل المهاجرون من الدول العربية 68,986 مهاجرًا (مصر 29,877 والأردن 7,403 والسودان 6,867 والإمارات العربية المتحدة 6,426 والعراق 4,159 والسعودية 725 والبحرين 388 وقطر 168 و 12683 أخرى) ودول آسيوية أخرى مقابل 12,939 مهاجر. كان هناك 8541 مهاجرًا من أوروبا، و 1540 مهاجرًا من الولايات المتحدة و 15656 مهاجرًا من بلدان أخرى.

## الإحصاءات الديموغرافية الدولية
الإحصاءات الديموغرافية التالية مأخوذة من كتاب حقائق العالم لوكالة المخابرات المركزية، ما لم يرد خلاف ذلك.

### الهيكل العمري
0-14 سنة: 30.1٪ (528554 ذكور / 502.227 إناث)
15-24 سنة: 18.69 ٪ (33564 من الذكور / الإناث 304207)
25-54 سنة: 43.8 ٪ (864858 ذكور / إناث 635006)
55-64 سنة: 3.92٪ (71,477 ذكور / إناث 62,793)
65 عامًا أو أكثر: 3.49٪ (58.561 ذكور / إناث 60894) (تقديرات عام 2017)

#### منتصف العمر
المجموع: 25.6 سنة
ذكر: 26.6 سنة
أنثى: 24.2 سنة (2017 م)

#### معدل المواليد
24 ولادة / 1000 نسمة (حسب تقديرات عام 2017)

#### معدل الوفيات
3.3 حالة وفاة / 1000 شخص (حسب تقديرات عام 2017)

#### معدل النمو السكاني
2.03 ٪ (تقديرات 2017)

#### التحضر
سكان الحضر: 84.5٪ من إجمالي السكان (2018)
معدل التحضر: 5.25٪ معدل التغير السنوي (2015-20)

#### نسبة الجنس
عند الولادة: 1.05 ذكور / إناث
0-14 سنة: 1.05 ذكور / إناث
15-24 سنة: 1.1 ذكور / إناث
25-54 سنة: 1.38 ذكور / إناث
55-64 سنة: 1.14 ذكور / إناث
65 سنة وما فوق: 0.99 ذكور (ذكور) / إناث
إجمالي السكان: 1.19 ذكور / إناث (تقديرات 2017)

#### معدل وفيات الرضع
المجموع: 12.8 وفاة / 1000 مولود حي
الذكور: 13.1 وفاة / 1000 مولود حي
أنثى: 12.5 وفاة / 1,000 مولود حي (تقديرات عام 2017)

#### مجموع السكان: 75.7 سنة
ذكر: 73.7 سنة
أنثى: 77.7 سنة (2017 est

#### السمنة - معدل انتشار البالغين
27 ٪ (2016)

#### الأطفال دون سن 5 سنوات يعانون من نقص الوزن
9.7 ٪ (2014)

#### الجنسية
الاسم: العماني
صفة: العماني

### الأديان[6]
الإسلام (الديانة الرسمية؛ الأغلبية هي الإباضية، أعداد أقل من السنة والشيعة) 85.9٪، المسيحية 6.5٪، الهندوسية 5.5٪، البوذية 0.8٪، اليهودية <0.1، الآخرون 1٪، غير المنتسبين 0.2٪

### اللغات
العربية (الرسمية)، الإنجليزية، البلوشية، السواحيلية، الهندية، الأردية، اللواتية (خوجكي)، الغوجاراتية، الزدجالية، العجمية، الكمزارية، الجبالية (القروي): الشهرية، المهرية، الحابيوتية، البيثارية، الحكمانية (لهجة)، الصورية (لهجة)، الحرسوسية، المليالمية، التاميلية وغيرها من اللغات الهندية.

### محو الأمية
التعريف: تم وصف محو الأمية بأنه القدرة على القراءة للمعرفة والكتابة بشكل متماسك والتفكير الناقد في الكلمة المكتوبة.
إجمالي السكان: 91.1٪
ذكر: 93.6 ٪
أنثى: 85.6 ٪ (تقديرات 2015)

## العمانيون في الخارج
هاجر عدة آلاف من الأشخاص المولودين في سلطنة عمان إلى الخارج. الأرقام موضحة أدناه (فقط البلدان التي تضم أكثر من 100 من السكان المولودين في عمان مدرجة في القائمة).
| البلد            | الكثافة العمانية |
| ---------------- | ---------------- |
| المملكة المتحدة  | 2,024            |
| الولايات المتحدة | 390              |
| كندا             | 260              |
| أستراليا         | 148              |